# 僕らのユリイカ
「僕らのユリイカ」（ぼくらのユリイカ）は、日本の女性アイドルグループ・NMB48の楽曲。作詞は秋元康、作曲は高田暁が担当した。2013年6月19日にNMB48の7作目のシングルとしてよしもとアール・アンド・シー (laugh out loud! records) から発売された。楽曲のセンターポジションは山本彩が務めた。

## 背景とリリース
前作「北川謙二」から約7か月ぶりのシングルで間隔が空いているが、その間に1stアルバム『てっぺんとったんで』のリリースがあった。前作と同様、通常盤Type-A・通常盤Type-B・通常盤Type-Cのほか、キャラアニ・チャンス限定発売の劇場盤の4形態で発売され、Type-A・Type-B・Type-C・劇場盤では3曲目の収録楽曲は異なる。
「僕らのユリイカ」を歌う選抜メンバーは、前作から4人が入れ替わった。市川美織がNMB48名義で、島田玲奈・高野祐衣が初選抜。與儀ケイラは「純情U-19」以来約1年4か月ぶりの選抜復帰。前作の選抜メンバーのうち、2013年4月28日をもって兼任解除となった横山由依と同年7月1日に卒業予定の福本愛菜を除いては門脇佳奈子・岸野里香が選抜から外れた。曲のタイトルの「ユリイカ」とはギリシャ語で「発見」（古希: εὕρηκα）という意味。楽曲は2013年5月23日深夜に放送された「NMBとまなぶくん」の中で初披露された。
劇場盤に収録のカップリング曲「さや姉」は、山本彩の愛称から採られたタイトル。NMB48のメンバーの呼び名に因んだタイトルがつけられた楽曲は渡辺美優紀がソロ歌唱した「わるきー」以来となる。なお、山本彩本人はこの楽曲の歌唱メンバーには入っていない。発売前に卒業を発表していた福本を除くNMB48の全メンバーが、シングルのいずれかの楽曲に参加している。
キャッチコピーは「君が“ユリイカ”を教えてくれた」。

## アートワーク
| Type-A 表 | 小笠原茉由・加藤夕夏・小谷里歩・島田玲奈・高野祐衣・谷川愛梨・山田菜々・山本彩                       |
| Type-A 裏 | 小笠原茉由・加藤夕夏・小谷里歩・島田玲奈・高野祐衣・谷川愛梨・山田菜々・山本彩・「白組」メンバー12人 |
| Type-B 表 | 市川美織・上西恵・白間美瑠・矢倉楓子・薮下柊・與儀ケイラ・吉田朱里・渡辺美優紀                       |
| Type-B 裏 | 市川美織・上西恵・白間美瑠・矢倉楓子・薮下柊・與儀ケイラ・吉田朱里・渡辺美優紀・「紅組」メンバー12人 |
| Type-C 表 | 「僕らのユリイカ」選抜メンバー16人                                                                   |
| Type-C 裏 | 「僕らのユリイカ」選抜メンバー16人・「難波鉄砲隊其之参」のメンバー8人                                |
| 劇場盤 表 | 「僕らのユリイカ」選抜メンバー16人                                                                   |
| 劇場盤 裏 | |

## チャート成績
「僕らのユリイカ」のCDシングルは、発売前日（集計初日）の2013年6月18日付オリコンデイリーシングルチャートで推定売上枚数約42万1000枚を記録し、初登場で1位にランクインした。これにより、本作はNMB48のシングルにおける初日売上の最高記録を更新したほか、「ナギイチ」で記録したNMB48の週間チャートにおける最高枚数である約37万6000枚も初日の時点で更新した。
その後、2013年7月1日付オリコン週間シングルチャートにおいて初登場で1位にランクインした。同チャートにおけるNMB48のシングルの1位獲得は3作連続・通算6作目となり、デビューした2011年から続くシングルの連続1位獲得年数は3年になった。女性アーティストでデビューから3年連続で1位を獲得したのは松田聖子、薬師丸ひろ子、中森明菜、モーニング娘。に続く史上5組目（女性グループに限ると2組目）である。初動売上は約48万2000枚に達し、NMB48のシングルで最高の売上枚数を持っていた「ナギイチ」の累積売上約45万1000枚を初動のみで更新した。そして、発売から約2ヶ月が経過した9月2日付のチャートで5位に上昇した。

## ミュージック・ビデオ
ミュージック・ビデオは三木孝浩が監督を務めた。与論島が撮影ロケ地となった。最後のシーンにはNMB48劇場支配人である金子剛が出演している。Dance ver.はプリシアリゾートヨロン内にあるミコノス広場で撮影された。
また、白組のミュージック・ビデオには2013年4月28日をもって兼任解除となった横山由依（特典映像にも出演）と紅組の渡辺美優紀、紅組のミュージック・ビデオには白組の山本彩と大河内奈々子、鉄砲隊のミュージック・ビデオにはお笑いコンビの銀シャリと西村和彦が出演している。振付は西田一生（西田プロジェクト）が担当。
撮影場所は下表の通り。
| 「奥歯」                 | 旧成田市立豊住中学校(千葉県成田市)     |
| 「野蛮なソフトクリーム」 | 夙川学院中学校・高等学校(兵庫県西宮市) |

## メディアでの使用
僕らのユリイカ
ジャンボカラオケ広場 CMソング
関西テレビ『NMBとまなぶくん』2013年5月23日 - 9月5日エンディング・テーマ
千葉テレビ『ONGAX』6月度オープニング・テーマ
届かなそうで届くもの
日本テレビ『NMB48 げいにん!!2』テーマソング
映画『NMB48 げいにん!THE MOVIE お笑い青春ガールズ!』主題歌

## シングル収録トラック

### Type-A
| #         | タイトル                                | 作詞      | 作曲       | 編曲      | 時間  |
| --------- | --------------------------------------- | --------- | ---------- | --------- | ----- |
| 1.        | 「僕らのユリイカ」                      | 秋元康    | 高田暁     | 生田真心  | 4:10  |
| 2.        | 「届かなそうで届くもの」                | 秋元康    | 島崎貴光   | 佐々木裕  | 3:56  |
| 3.        | 「奥歯」(白組)                          | 秋元康    | 山本加津彦 | 清水哲平  | 5:41  |
| 4.        | 「僕らのユリイカ off vocal ver.」       |           |            |           |       |
| 5.        | 「届かなそうで届くもの off vocal ver.」 |           |            |           |       |
| 6.        | 「奥歯 off vocal ver.」                 |           |            |           |       |
| 合計時間: | 合計時間:                               | 合計時間: | 合計時間:  | 合計時間: | 27:36 |

| #  | タイトル                                                      | 作詞 | 作曲・編曲 |
| -- | ------------------------------------------------------------- | ---- | ---------- |
| 1. | 「僕らのユリイカ（ミュージックビデオ）」                      |      |            |
| 2. | 「僕らのユリイカ（ミュージックビデオ ダンシングバージョン）」 |      |            |
| 3. | 「奥歯 （ミュージックビデオ）」                               |      |            |
| 4. | 「特典映像 小谷里歩vs月亭方正 へたれ返上対決（前編）」        |      |            |

### Type-B
| #         | タイトル                                | 作詞      | 作曲      | 編曲      | 時間  |
| --------- | --------------------------------------- | --------- | --------- | --------- | ----- |
| 1.        | 「僕らのユリイカ」                      | 秋元康    | 高田暁    | 生田真心  | 4:10  |
| 2.        | 「届かなそうで届くもの」                | 秋元康    | 島崎貴光  | 佐々木裕  | 3:56  |
| 3.        | 「野蛮なソフトクリーム」(紅組)          | 秋元康    | 依光輝久  | 依光輝久  | 4:27  |
| 4.        | 「僕らのユリイカ off vocal ver.」       |           |           |           |       |
| 5.        | 「届かなそうで届くもの off vocal ver.」 |           |           |           |       |
| 6.        | 「野蛮なソフトクリーム off vocal ver.」 |           |           |           |       |
| 合計時間: | 合計時間:                               | 合計時間: | 合計時間: | 合計時間: | 25:09 |

| #  | タイトル                                                      | 作詞 | 作曲・編曲 |
| -- | ------------------------------------------------------------- | ---- | ---------- |
| 1. | 「僕らのユリイカ（ミュージックビデオ）」                      |      |            |
| 2. | 「僕らのユリイカ（ミュージックビデオ ダンシングバージョン）」 |      |            |
| 3. | 「野蛮なソフトクリーム（ミュージックビデオ）」                |      |            |
| 4. | 「特典映像 小谷里歩vs月亭方正 へたれ返上対決（後編）」        |      |            |

### Type-C
| #         | タイトル                                               | 作詞      | 作曲      | 編曲      | 時間  |
| --------- | ------------------------------------------------------ | --------- | --------- | --------- | ----- |
| 1.        | 「僕らのユリイカ」                                     | 秋元康    | 高田暁    | 生田真心  | 4:10  |
| 2.        | 「届かなそうで届くもの」                               | 秋元康    | 島崎貴光  | 佐々木裕  | 3:56  |
| 3.        | 「ひな壇では僕の魅力は生きないんだ」(難波鉄砲隊其之参) | 秋元康    | 木村有希  | 増田武史  | 3:50  |
| 4.        | 「僕らのユリイカ off vocal ver.」                      |           |           |           |       |
| 5.        | 「届かなそうで届くもの off vocal ver.」                |           |           |           |       |
| 6.        | 「ひな壇では僕の魅力は生きないんだ off vocal ver.」    |           |           |           |       |
| 合計時間: | 合計時間:                                              | 合計時間: | 合計時間: | 合計時間: | 23:54 |

| #  | タイトル                                                      | 作詞 | 作曲・編曲 |
| -- | ------------------------------------------------------------- | ---- | ---------- |
| 1. | 「僕らのユリイカ（ミュージックビデオ）」                      |      |            |
| 2. | 「僕らのユリイカ（ミュージックビデオ ダンシングバージョン）」 |      |            |
| 3. | 「ひな壇では僕の魅力は生きないんだ（ミュージックビデオ）」    |      |            |
| 4. | 「NMB feat.吉本新喜劇 Vol.6」                                 |      |            |

### 劇場盤
| #         | タイトル                                | 作詞      | 作曲       | 編曲      | 時間  |
| --------- | --------------------------------------- | --------- | ---------- | --------- | ----- |
| 1.        | 「僕らのユリイカ」                      | 秋元康    | 高田暁     | 生田真心  | 4:10  |
| 2.        | 「奥歯」(白組)                          | 秋元康    | 山本加津彦 | 清水哲平  | 5:41  |
| 3.        | 「野蛮なソフトクリーム」(紅組)          | 秋元康    | 依光輝久   | 依光輝久  | 4:27  |
| 4.        | 「さや姉」                              | 秋元康    | 佐々木裕   | 佐々木裕  | 5:28  |
| 5.        | 「僕らのユリイカ off vocal ver.」       |           |            |           |       |
| 6.        | 「奥歯 off vocal ver.」                 |           |            |           |       |
| 7.        | 「野蛮なソフトクリーム off vocal ver.」 |           |            |           |       |
| 8.        | 「さや姉 off vocal ver.」               |           |            |           |       |
| 合計時間: | 合計時間:                               | 合計時間: | 合計時間:  | 合計時間: | 39:29 |

## 選抜メンバー
- 市川美織
- 小笠原茉由
- 加藤夕夏
- 小谷里歩
- 島田玲奈
- 上西恵
- 白間美瑠
- 高野祐衣
- 谷川愛梨
- 矢倉楓子
- 薮下柊
- 山田菜々
- 山本彩
- 與儀ケイラ
- 吉田朱里
- 渡辺美優紀